# 斐思拉啤酒

斐思拉啤酒厂（德語：Brauerei Fässla）， 德国一家具有悠久历史传统的啤酒酿酒厂。其商标标志是一个快活的矮人滚动桶，因为它的德文名字为小酒桶。
它座落于德国老城班贝格，始建于 1649 年，仍然使用相同质量的水，从60米深井中取出来酿造啤酒。自1986年起由卡尔布家族 (Roland Kalb，Lukas Kalb) 拥有。年产量三千三百万升啤酒， 销售到世界上多个国家。有六种不同类型的啤酒。